# Cantonul Charleville-La Houillère
Cantonul Charleville-La Houillère este un canton din arondismentul Charleville-Mézières, departamentul Ardennes, regiunea Champagne-Ardenne, Franța.

## Comune
- Charleville-Mézières (parțial, reședință)
- Damouzy
- Houldizy